# NGC 1032
NGC 1032 ist eine linsenförmige Galaxie vom Hubble-Typ S0/a im Sternbild Walfisch südlich des Himmelsäquators. Sie ist schätzungsweise 123 Millionen Lichtjahre von der Milchstraße entfernt und hat einen Durchmesser von etwa 120.000 Lj.
Im Januar 2005 leuchtete in NGC 1032 die schwache Supernova SN 2005E auf. Die Beobachtungen zeigten, dass weder die Menge der herausgeschleuderten Sternmaterie noch ihre chemische Zusammensetzung zu einem der bis dahin bekannten Explosionsmechanismen für Sterne passen. Aktuelle Untersuchungen lassen vermuten, dass es sich dabei um einen Prozess handelt, der bei zwei sich eng umkreisenden Weißen Zwergen auftritt.
Das Objekt wurde am 18. Dezember 1783 vom deutsch-britischen Astronomen Friedrich Wilhelm Herschel entdeckt.